# Oh Yeah!
Oh Yeah! – drugi album zespołu De Mono, wydany w 1990 roku.

## Lista utworów

### LP Arston
Strona A
1. „Moje miasto nocą” – 4:18
2. „Tak blisko ciebie” – 4:28
3. „Meksyk” – 4:30
4. „Zmowa” – 3:24
5. „Rozstania bez słów” – 5:41

Strona B
1. „Gdy nadejdzie noc” – 4:07
2. „Oh Yeah!” – 3:22
3. „Naga i bosa” – 4:58
4. „Ulice małych miast” – 3:56
5. „Zostańmy sami” – 5:34

### CD Zic Zac
1. „Moje miasto nocą” – 4:18
2. „Tak blisko ciebie” – 4:28
3. „Meksyk” – 4:30
4. „Zmowa” – 3:24
5. „Rozstania bez słów” – 5:41
6. „Gdy nadejdzie noc” – 4:07
7. „Oh Yeah!” – 3:22
8. „Naga i bosa” – 4:58
9. „Ulice małych miast” – 3:56
10. „Zostańmy sami” – 5:34
11. „Afryka” – 5:05
12. „Za oknami wiatr szaleje” – 3:54
13. „Otoczony” – 4:00
14. „Kochać inaczej” – 5:58
15. „Let`s Swing” – 4:39
16. „Wait” – 3:00
17. „Sweet Jail” – 3:01

### Single
1. Tak blisko ciebie
2. Zostańmy sami
3. Oh Yeah!

## Twórcy
- Muzyka: De Mono
- Teksty: Marek Kościkiewicz
- Wykonawcy:
  - Marek Kościkiewicz – śpiew, gitara
  - Andrzej Krzywy – wokal
  - Jacek Perkowski – gitara
  - Piotr Kubiaczyk – gitara basowa
  - Dariusz Krupicz – perkusja
  - Robert Chojnacki – saksofon
- gościnnie:
  - Kostek Plewicki – fortepian
  - Kostek Yoriadis – instrumenty klawiszowe
  - Kayah – wokal
  - Stanisław Sojka – wokal